# Street Fighter (film)
Street Fighter is een Amerikaanse actiefilm uit 1994. De film is geregisseerd door Steven E. de Souza. De hoofdrollen worden vertolkt door Jean-Claude Van Damme, Raúl Juliá en Ming-Na Wen. Het verhaal van de film is gebaseerd op de gelijknamige reeks computerspellen.

## Verhaal
Dictator M. Bison houdt medewerkers van de geallieerde naties gevangen, en laat ze vrij voor 20 miljard dollar. Als Bison het bedrag niet in drie dagen ontvangt, zal hij de gevangenen vermoorden. Het is aan kolonel William F. Guile (Jean-Claude Van Damme) om zijn manschappen aan te voeren in de strijd tegen de dictator. Guiles assistente, Cammy, heeft Bison getraceerd. Zijn schuilplaats bevindt zich ergens in Shadaloo City, in Zuidoost-Azië.
Een van de ontvoerde medewerkers van de geallieerde naties is Carlos "Charlie" Blanka, een goede vriend van Guile. Bison beveelt zijn handlangers om Blanka naar een laboratorium te sturen, om hem te laten veranderen in een monsterachtige soldaat. Bison is van plan om hem te gebruiken om de wereld te veroveren. Dr. Dhalsim, een ontvoerde wetenschapper, besluit om de menselijkheid in Blanka te behouden. 
Ondertussen proberen Ryu Hoshi en Ken Masters nepwapens te verkopen aan gangsterbaas Victor Sagat. Die is van plan om hen beiden te laten vermoorden door zijn vechtkampioen Vega. Het gevecht wordt echter verstoord wanneer Guile binnenbreekt en iedereen arresteert. Later ziet Guile Ryu en Ken in de gevangenis vechten tegen de mannen van Sagat en ontdekt dat zij hem kunnen helpen om Bison te vinden. Ryu en Ken sluiten zich aan bij Sagats bende en doen alsof ze Guile dood schieten. Het plan mislukt wanneer nieuwsreporter Chun-Li Zang, die wraak wil nemen op Bison voor de dood van haar vader, erachter komt dat Guile nog leeft. Haar partners, sumoworstelaar E. Honda en professioneel bokser Balrog, die beiden een hekel hebben aan Sagat omdat hij hun carrière heeft verknoeid, zijn van plan om Bison te vermoorden met een bom. De bom vernietigt veel wapens van Bison, maar doodt de dictator niet. Chun-Li en haar partners worden gevangengenomen, en Ryu en Ken sluiten zich bij Bison aan om zijn vertrouwen te winnen, zodat Guile hen kan volgen.
Eenmaal in de tempel bevrijden Ryu en Ken Balrog en Honda, en de vier proberen Chun-Li te vinden, die aan het vechten is tegen Bison op zijn privéterrein. De aankomst van de anderen leidt Chun-Li af, waardoor Bison weet te ontsnappen. Hij laat de vijf in een val laten lopen door ze bewusteloos te maken met gas.
Guile, T. Hawk en Cammy worden aangevallen door Bison, die onder water mijnen gebruikt om hun speedboot op te blazen, maar ontsnapt in de tempel. Hier wordt Guile aangevallen door de vreselijk gemuteerde Blanka, die hem dan herkent als zijn vriend. Guile staat op het punt om Blanka te vermoorden om hem uit zijn lijden te verlossen, maar Dhalsim houdt hem tegen. Nadat Dhalsim aan Guile vertelt dat Bison van plan is om Blanka te gebruiken om de gijzelaars te executeren, overvalt hij Bison met een verrassingsaanval. Op hetzelfde moment ontstaat er een groot gevecht tussen Captain Sawada's geallieerde soldaten en de Shadaloo-troepen, terwijl Guile en Bison vechten in hun persoonlijke duel. Ken redt Ryu van een hinderlaag en ze verslaan Vega en Sagat na een intens gevecht. Ondertussen gaat Guiles gevecht met Bison verder: hij trapt Bison in een bank van harde schijven. Hierdoor krijgt Bison elektrische krachten en kan hij door de lucht zweven. 
Bison is aan de winnende hand en vliegt naar Guile om de genadeslag toe te dienen, maar Guile trapt hem en hij landt in een enorme explosie. De helden redden de gijzelaars net op tijd. Guile vindt de lab en probeert Dhalsim en Blanka over te halen om samen met hem te ontsnappen nu Bison verslagen is, maar Blanka weigert, en voor zijn daden besluit Dhalsim om bij hem te blijven. Wanneer de tempel explodeert, denkt iedereen dat Guile dood is, maar dan verschijnt hij achter de rook. Nadat Guile zich voegt bij Chun-Li, Ryu, Ken, Cammy, Zangief, Balrog, E. Honda, T. Hawk en Sawada, zien ze de laatste ruïnes van de tempel vallen. De film eindigt wanneer iedereen de houding aanneemt die de personages ook in het computerspel aannemen na een overwinning.

## Rolverdeling
| Acteur                | Personage     |
| --------------------- | ------------- |
| Jean-Claude Van Damme | Guile         |
| Raúl Juliá            | M. Bison      |
| Ming-Na Wen           | Chun-Li       |
| Damian Chapa          | Ken Masters   |
| Kylie Minogue         | Cammy         |
| Byron Mann            | Ryu           |
| Wes Studi             | Sagat         |
| Andrew Bryniarski     | Zangief       |
| Grand L. Bush         | Balrog        |
| Peter Tuiasosopo      | E. Honda      |
| Roshan Seth           | Dhalsim       |
| Robert Mammone        | Blanka        |
| Miguel A. Núñez jr.   | Dee Jay       |
| Jay Tavare            | Vega          |
| Gregg Rainwater       | T. Hawk       |
| Kenya Sawada          | Sawada        |
| Simon Callow          | A.N. Official |